# Raffaele Piria

Raffaele Piria

Raffaele Michele Rocco Piria (* 20. August 1814 in Scilla; † 18. Juli 1865 in Turin) war ein italienischer Arzt und Chemiker.
Raffaele Piria studierte Medizin und anschließend Chemie bei Jean-Baptiste Dumas in Paris. Er wurde 1842 Hochschullehrer für Chemie an der Universität Pisa. Er nahm am ersten italienischen Unabhängigkeitskrieg 1848 teil. 1856 folgte er einem Ruf an die Universität Turin. Er gilt als einer der bedeutendsten Chemiker Italiens des 19. Jahrhunderts. 1861 wurde er in die Camera dei deputati gewählt und 1862 zum Senator ernannt. Er war Schwager des Generals und Senators Enrico Cosenz.
Er erkannte zu Beginn seiner wissenschaftlichen Karriere, dass das 1819 von Johann Andreas Buchner aus der Weidenrinde isolierte Salicin ein Glykosid ist, und isolierte daraus als Erster Salicylsäure. 1845 synthetisierte er Salicylsäure aus Salicylaldehyd. Er befasste sich mit Asparagin und Populin; ebenso fand er einen neuen Weg der Darstellung von Naphthylaminsulfonsäuren. Er gewann unabhängig von Heinrich Limpricht und Johann Wilhelm Ritter Aldehyde aus Calciumsalzen durch Pyrolyse mit Calciumformiat. Ebenso synthetisierte er Schwefeltrioxid aus Schwefeldioxid mit platiniertem Bimsstein als Katalysator.
Nach ihm ist die Piriasche Reaktion benannt (1848), die Umsetzung von Aminoverbindungen mit salpetriger Säure zu Alkoholen.